# 福多阿斯
福多阿斯（法語：Faudoas，法語發音：[fodɔas]）是法国奧克西塔尼大區塔恩-加龙省的一个市镇，属于卡斯泰尔萨拉桑区。

## 地理
福多阿斯（43°49'27"N, 0°57'29"E）面积18.95 平方千米，位于法国奧克西塔尼大區塔恩-加龙省，该省份为法国西南部内陆省份，北起顺时针与洛特省、阿韦龙省、塔恩省、上加龙省、热尔省和洛特-加龙省接壤。
与福多阿斯接壤的市镇（或旧市镇、城区）包括：欧特里沃、博蒙德洛马涅、勒科塞、埃斯卡佐、加列斯、日马特、戈阿、马里尼亚克、莫贝克。
福多阿斯的时区为UTC+01:00、UTC+02:00（夏令时）。

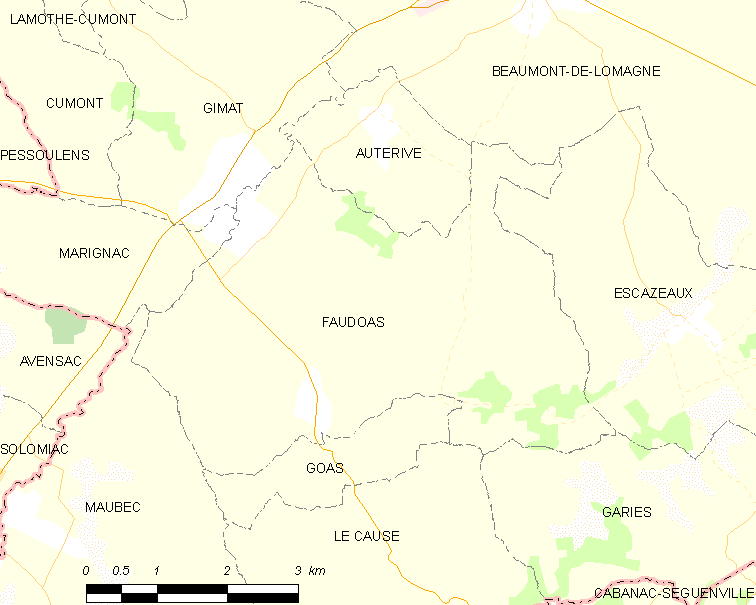
福多阿斯的OSM定位图

## 行政
福多阿斯的邮政编码为82500，INSEE市镇编码为82059。

## 政治
福多阿斯所属的省级选区为博蒙德洛马涅县。

## 人口

1962-2008年间福多阿斯人口变化图示

福多阿斯于2022年1月1日时的人口数量为292人。